# Bruchus rufipes

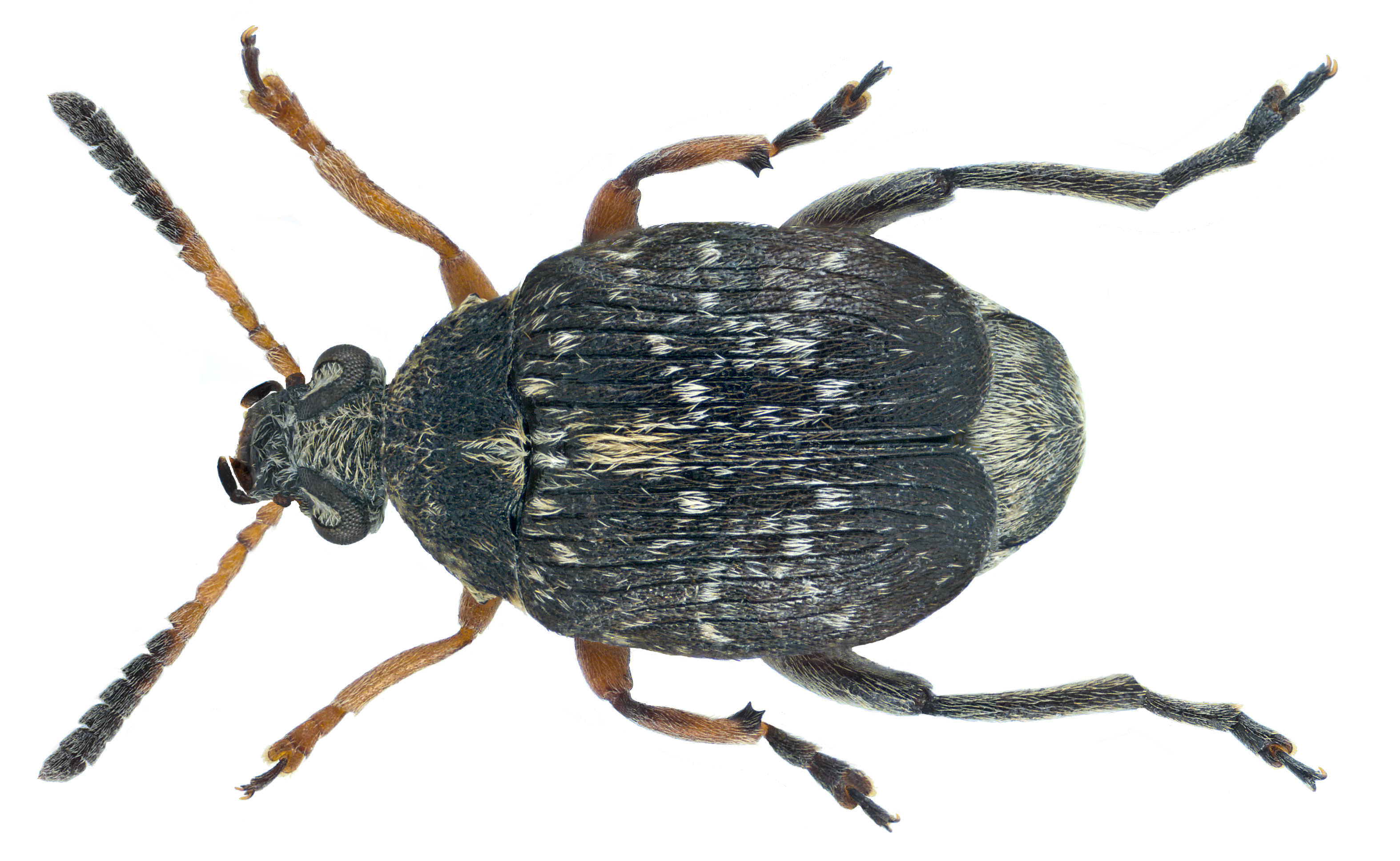
Präparat, Männchen

Bruchus rufipes ist eine Art aus der Unterfamilie der Samenkäfer (Bruchinae). Der Namenszusatz rufipes kommt aus dem Lateinischen und bedeutet „rotbeinig“. In älteren Werken wird für die Art noch der Name Bruchus nubilus Boheman, 1833 verwendet.

## Merkmale
Die 2,8–3,5 mm langen Käfer besitzen eine dunkelbraune Grundfarbe. Auf den Flügeldecken befindet sich hinter dem Schildchen ein größerer weißer Fleck. Im dritten Zwischenraum der Flügeldecken befindet sich auf halber Länge ein kleiner weißer Fleck. Im hinteren Bereich der Flügeldecken deuten mehrere kleine weiße Flecke eine Querbinde an. Die Fühler sind nur an der Basis gelb-rot. Die vorderen und mittleren Beine sind gelb-rot, das hintere Beinpaar ist dunkelbraun gefärbt.

## Vorkommen
Die Käferart hat ihr Hauptverbreitungsgebiet im Mittelmeerraum. In Mitteleuropa kommt Bruchus rufipes nur in wärmebegünstigten Gebieten wie beispielsweise dem Oberrheingraben vor.

## Lebensweise
Die Larven der Käferart entwickeln sich in Samen von Vertretern der Gattung der Wicken (Vicia). Die Larven bohren sich in die sich entwickelnden Sämlinge und ernähren sich von der Frucht. Die adulten Käfer beobachtet man von April bis Mai.